# Yahukimo
Yahukimo ist ein indonesischer Regierungsbezirk (Kabupaten) in der indonesischen Provinz Papua Pegunungan auf der Insel Neuguinea. Stand 2020 leben hier circa 350.000 Menschen. Der Regierungssitz des Kabupaten Yahukimo ist die Stadt Dekai.

## Geographie
Yahukimo liegt zentral in der Provinz Papua Pegunungan. Im Norden grenzt es an die Regierungsbezirke Yalimo und Jayapura (Provinz Papua) und im Osten an Pegunungan Bintang. Im Süden grenzt es an die Kabupaten Boven Digoel und Asmat (beide Provinz Papua Selatan). Im Osten grenzt Yahukimo an die Regierungsbezirke Nduga und Jayawijaya. Administrativ unterteilt sich Yahukimo in 51 Distrikte (Distrik) mit 510 Dörfern (Kampung) und einem Kelurahan.

## Einwohner
2020 lebten in Yahukimo 354.604 Menschen. Die Bevölkerungsdichte beträgt 21 Personen pro Quadratkilometer. Circa 97,4 Prozent der Einwohner sind Protestanten, 1,4 Prozent  Katholiken und 1,2 Prozent Muslime.

## Transport
2016 wurde der Flughafen Dekai - Nop Goliat in der Stadt Dekai eröffnet, um die Binnenregionen Westneuguineas besser anzuschließen. Es bestehen tägliche Verbindungen nach Jayapura, die unter anderem von Wings Air betrieben werden.